# Monodesmus atratus
Monodesmus atratus là một loài bọ cánh cứng trong họ Cerambycidae.